# گورستان دمبی لاشار کاهی
قبرستان دمبی لاشار کاهی مربوط به دوره اشکانیان است و در شهرستان سرباز، بخش پیشین، دهستان جکیگور، روستای لاشار کاهی واقع شده و این اثر در تاریخ ۲۷ اسفند ۱۳۸۷ با شمارهٔ ثبت ۲۶۲۳۴ به‌عنوان یکی از آثار ملی ایران به ثبت رسیده است.